# Гней Пинарий Корнелий Север
Гней Пинарий Корнелий Север (на латински: Gnaeus Pinarius Cornelius Severus) e политик и сенатор на Римската империя през края на 1 и началото на 2 век.
Произлиза от патрициианската фамилия Корнелии – Пинарии. Вероятно е внук на Гней Пинарий Корнелий Клемент (суфектконсул 74 или 72).
Гней Пинарий е в колегията на салиите. Император Траян го прави квестор и претор. През 112 г. той е суфектконсул заедно с Луций Мумий Нигер Квинт Валерий Вегет Северин Кавцидий Тертул. Освен това Гней Пинарий е и в колегията на авгуррите и Свещен цар.